# Доменико Кришито
Доменико Кришито (итал. Domenico Criscito; Черкола, 30. децембар 1986) је италијански бивши професионални фудбалер који је играо на позицији левог бека.
Као свестран играч, Кришито је ефикасан и у нападу и у дефанзиви, а такође је способан да игра као крилни бек или централни бек, позицију коју је често заузимао у својој раној каријери.
Кришито је играо за клубове из Серије А Ђенову и Јувентус, одигравши преко 200 утакмица у четири наврата за Ђенову. Такође је седам година играо у руској Премијер лиги за Зенит из Санкт Петербурга, одигравши укупно 225 утакмица и освојивши две титуле. За Италију је наступао од 2009. до 2018. године, представљајући их на Светском првенству 2010. године.